# Émile Zola dans l'affaire Dreyfus
Les cinq dernières années de la vie d'Émile Zola sont marquées par un engagement sans relâche dans l'affaire Dreyfus, alors qu'il est au faîte de sa renommée littéraire.

## La vérité en marche
Le romancier a été étranger à l'affaire Dreyfus de ses origines à la fin de l'année 1897. Approché par Bernard-Lazare dès 1895, il pense que le dossier est trop solide contre Dreyfus pour être remis en cause.
Il est vrai que le verdict, rendu à l'unanimité des sept juges du premier Conseil de Guerre de Paris, a emporté la conviction de nombreux progressistes, jusque-là sceptiques.
Les campagnes de haine antisémite, qui se déclenchent à l'occasion de révélations sur l'Affaire dans la presse en révélant l'innocence de Dreyfus, incitent Émile Zola à intervenir en faveur des Juifs. 
Aussi, en mai 1896, Zola publie-t-il un article intitulé Pour les juifs, dans lequel il stigmatise le climat « indigne de la France » qui s'installe depuis trois ans, attisé par une presse complaisante.
Approché par l'avocat Louis Leblois, confident du lieutenant-colonel Georges Picquart, Zola est mis en présence d'Auguste Scheurer-Kestner, vice-président du Sénat, Alsacien.
Ce dernier tente de convaincre le romancier de l'innocence du capitaine juif. 
Mais Zola reste sceptique sur son rôle éventuel.
Lors de ce déjeuner, le 13 novembre 1897, les convives, dont l'écrivain Marcel Prévost et l'avocat Louis Sarrut, conviennent tout de même d'une stratégie de communication autour de révélations des dessous de l'affaire Dreyfus.
Le premier article est publié dès le lendemain dans L'Aurore.
Avouant être totalement ignorant de l'affaire Dreyfus, hésitant à propos de sa légitimité à intervenir, Zola se décide en moins de quinze jours, entre le 13 et le 25 novembre 1897, en partie poussé à bout par les violentes attaques dont est victime Scheurer-Kestner dans la presse.
Le 25 novembre 1897, Zola écrit un premier article d'une série de trois.
Il le conclut par la phrase prophétique, restée célèbre : « La vérité est en marche et rien ne l'arrêtera », qui va devenir le leitmotiv des Dreyfusards.
Le véritable traître en lieu et place d'Alfred Dreyfus, le commandant Walsin Esterhazy, est dénoncé puis jugé par un Conseil de guerre à Paris le 10 janvier 1898. 
Il est acquitté le lendemain, à la suite d'un délibéré de trois minutes. 
Après la condamnation d'un innocent, c'est l'acquittement du coupable, ce qui amène Zola à la réaction. 
Elle fut extrêmement énergique.

## «J'accuse…!»

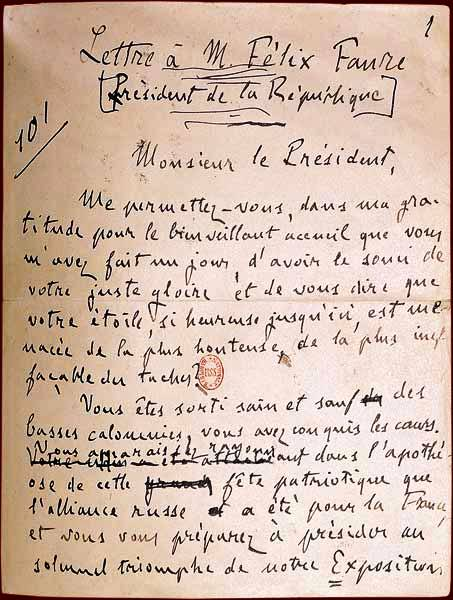
Première des 32 pages autographes du manuscrit de J'Accuse...!, janvier 1898

Émile Zola avait préparé depuis plusieurs semaines un résumé de l’affaire Dreyfus, aidé par un mémoire rédigé par Bernard Lazare à la fin de l'année 1896. 
Ce dernier, qui comptait parmi les premiers dreyfusards, y avait même suggéré la fameuse adresse litanique des « j’accuse »,. 
Zola avait envisagé la publication de son long plaidoyer comme un livret, à l’image de son « Adresse à la jeunesse ».
Le choc de l’acquittement d’Esterhazy, le pousse vers une méthode de communication plus « révolutionnaire » ainsi qu’il l'exprime lui-même dans son pamphlet. 
Le Figaro ayant refusé ses derniers articles afin de conserver son lectorat le plus conservateur, l’écrivain se tourne vers L’Aurore.
Il termine la rédaction de l’article dans les quarante-huit heures suivant le verdict. 
Initialement nommé « Lettre à M. Félix Faure, Président de la République », Ernest Vaughan (le directeur de L'Aurore) et Clemenceau lui trouvent un autre titre, plus ramassé et percutant. 
Vaughan écrit : « Je voulais faire un grand affichage et attirer l'attention du public.
Clemenceau me dit : « Mais Zola vous l'indique, lui-même, le titre.
Il ne peut y en avoir qu'un : J'Accuse...! » »
Généralement diffusé autour de 30 000 exemplaires, le numéro du jeudi 13 janvier 1898 de L'Aurore décuple son tirage. Les trois cent mille exemplaires s’arrachent en quelques heures. Zola n’a pas cherché à écrire un texte d’histoire, ni une plaidoirie juridique. 
Son article est un brûlot, destiné à provoquer une prise de conscience face à la double iniquité. 
C’est aussi la première synthèse de l’affaire Dreyfus, que le public découvre enfin dans sa globalité. 
Mais le texte, très enflammé, n’est pas une relation fiable de l’affaire, car Zola ignorait certaines réalités dans ce fatras embrouillé. 
Il donne un rôle beaucoup trop important à certains acteurs et ignore le rôle considérable de certains autres .
Le retentissement de l’article est considérable en France comme dans le monde.
Dans les jours qui suivent, l'écrivain reçoit plus de deux mille lettres, dont la moitié en provenance de l'étranger. 
Un des objectifs de Zola est de s’exposer personnellement à des poursuites judiciaires civiles. 
Le romancier souhaite ainsi relancer le débat et exposer l’affaire au sein d’une enceinte judiciaire civile, au moment où tout semble perdu pour la cause dreyfusarde, et ainsi désavouer les deux conseils de guerre successifs ayant l’un condamné Alfred Dreyfus pour un crime de trahison qu’il n’avait pas commis, et l’autre acquitté le commandant Esterhazy pourtant convaincu de trahison. 
La réaction du gouvernement ne se fait pas attendre, en assignant Émile Zola pour diffamation.

## Les procès de Zola

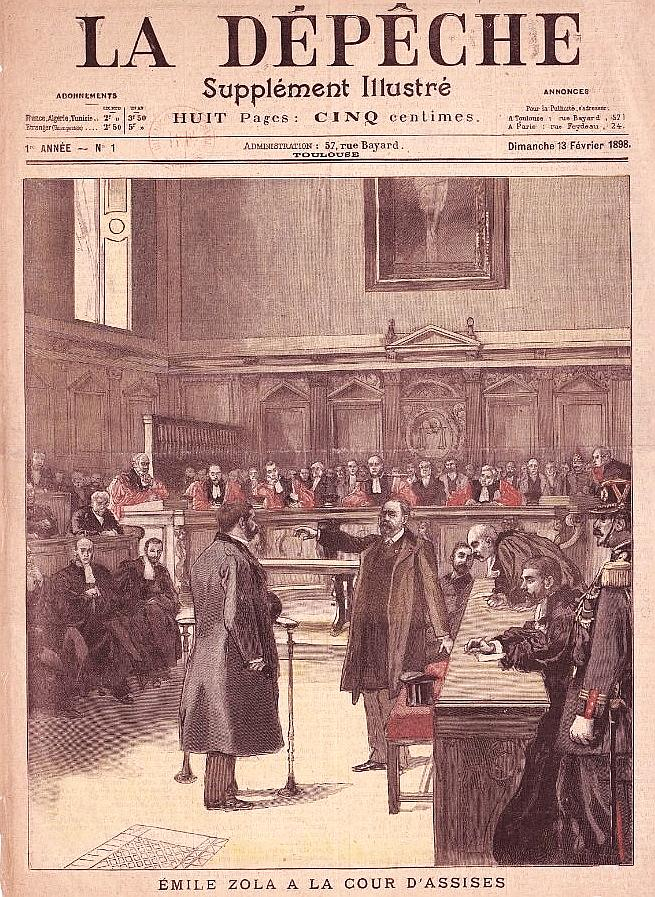
Supplément illustré de la Dépêche de Toulouse, n°1, 1ère année, du 13 février 1898.

Le général Billot, ministre de la Guerre, porte plainte contre Émile Zola et Alexandre Perrenx, le gérant du journal L'Aurore.
Ils sont jugés devant les Assises de la Seine du 7 au 23 février 1898, soit quinze audiences (au lieu des trois initialement prévues). 
Le ministre ne retient que trois passages de l'article,, soit dix-huit lignes sur plusieurs centaines.
Le procès s’ouvre dans une ambiance de grande violence : Zola fait l'objet « des attaques les plus ignominieuses », tout comme d'importants soutiens et félicitations.
Fernand Labori, l’avocat de Zola, fait citer environ deux cents témoins. 
La réalité de l'Affaire Dreyfus, inconnue du grand public, est diffusée dans la presse. 
Plusieurs journaux publient les notes sténographiques in extenso des débats au jour le jour, ce qui instruit leurs lecteurs. 
Cependant, les nationalistes, derrière Henri Rochefort, sont alors les plus visibles et organisent des émeutes, forçant le préfet de police à intervenir afin de protéger les sorties de Zola, à chaque audience.
Ce procès est aussi le lieu d'une véritable bataille juridique, dans laquelle les droits de la défense sont sans cesse bafoués. 
De nombreux observateurs prennent conscience de la collusion entre le monde politique et les militaires. 
À l'évidence, la Cour a reçu des instructions pour que la substance même de l'erreur judiciaire ne soit pas évoquée. 
La phrase du président Delegorgue « la question ne sera pas posée », répétée des dizaines de fois, devient célèbre.
Toutefois, l'habileté de Fernand Labori permet l'exposition de nombreuses irrégularités et incohérences, et force les militaires à en dire plus qu'ils ne l'auraient souhaité.
Le général de Pellieux annonce à la neuvième audience l'existence « d'une preuve décisive ».
L'impossibilité qui est faite aux militaires de présenter leur preuve force le général de Boisdeffre, chef de l'état-major, à effectuer un chantage moral aux jurés en déclarant : « Vous êtes le jury, vous êtes la nation ; si la nation n'a pas confiance en les chefs de son armée, dans ceux qui ont la responsabilité de la défense nationale, ils sont prêts à laisser à d'autres cette lourde tâche. Vous n'avez qu'à parler ».

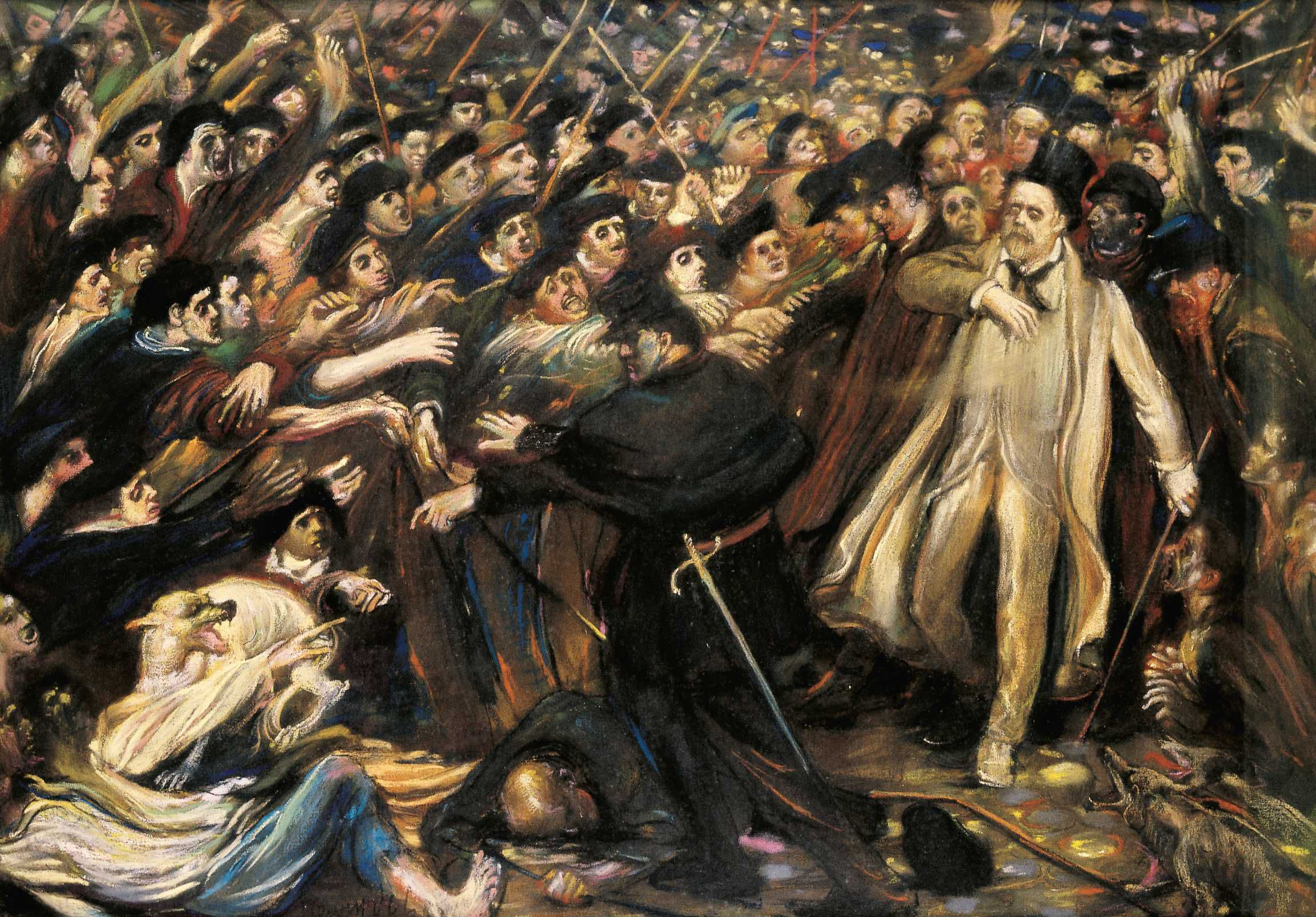
Zola aux outrages, huile sur toile de Henry de Groux, 1898

Zola est condamné à un an de prison et à 3 000 francs d'amende, la peine maximale. 
Cette dureté est imputable à l'atmosphère de violence entourant le procès : « La surexcitation de l'auditoire, l'exaspération de la foule massée devant le palais de Justice étaient si violentes qu'on pouvait redouter les excès les plus graves si le jury avait acquitté M. Zola. » 
Cependant, le procès Zola est plutôt une victoire pour les dreyfusards. 
En effet, l’Affaire et ses contradictions ont pu être largement évoquées tout au long du procès, en particulier par des militaires. 
De plus, la violence des attaques contre Zola, et l'injustice de sa condamnation renforcent l'engagement des dreyfusards : Stéphane Mallarmé se déclare « pénétré par la sublimité de [l']Acte [de Zola] » et Jules Renard écrit dans son journal : « À partir de ce soir, je tiens à la République, qui m'inspire un respect, une tendresse que je ne me connaissais pas. Je déclare que le mot Justice est le plus beau de la langue des hommes, et qu'il faut pleurer si les hommes ne le comprennent plus. » 
C'est à ce moment que le sénateur Ludovic Trarieux et le juriste catholique Paul Viollet fondent la Ligue pour la défense des droits de l'homme.
Le 2 avril, une demande de pourvoi en cassation reçoit une réponse favorable. 
Il s'agit de la première intervention de la Cour dans cette affaire judiciaire. 
La plainte aurait en effet dû être portée par le Conseil de guerre et non par le ministre. 
Le procureur général Manau est favorable à la révision du procès Dreyfus et s’oppose fermement aux antisémites. 
Les juges du Conseil de guerre, mis en cause par Zola, portent plainte pour diffamation. 
L’affaire est déférée devant les assises de Seine-et-Oise à Versailles où le public passe pour être plus favorable à l’armée, plus nationaliste. Le 23 mai 1898, dès la première audience, Me Labori se pourvoit en cassation en raison du changement de juridiction. 
Le procès est ajourné et les débats sont repoussés au 18 juillet. 
Labori conseille à Zola de quitter la France pour l'Angleterre avant la fin du procès, ce que fait l'écrivain. 
Les accusés sont de nouveau condamnés.

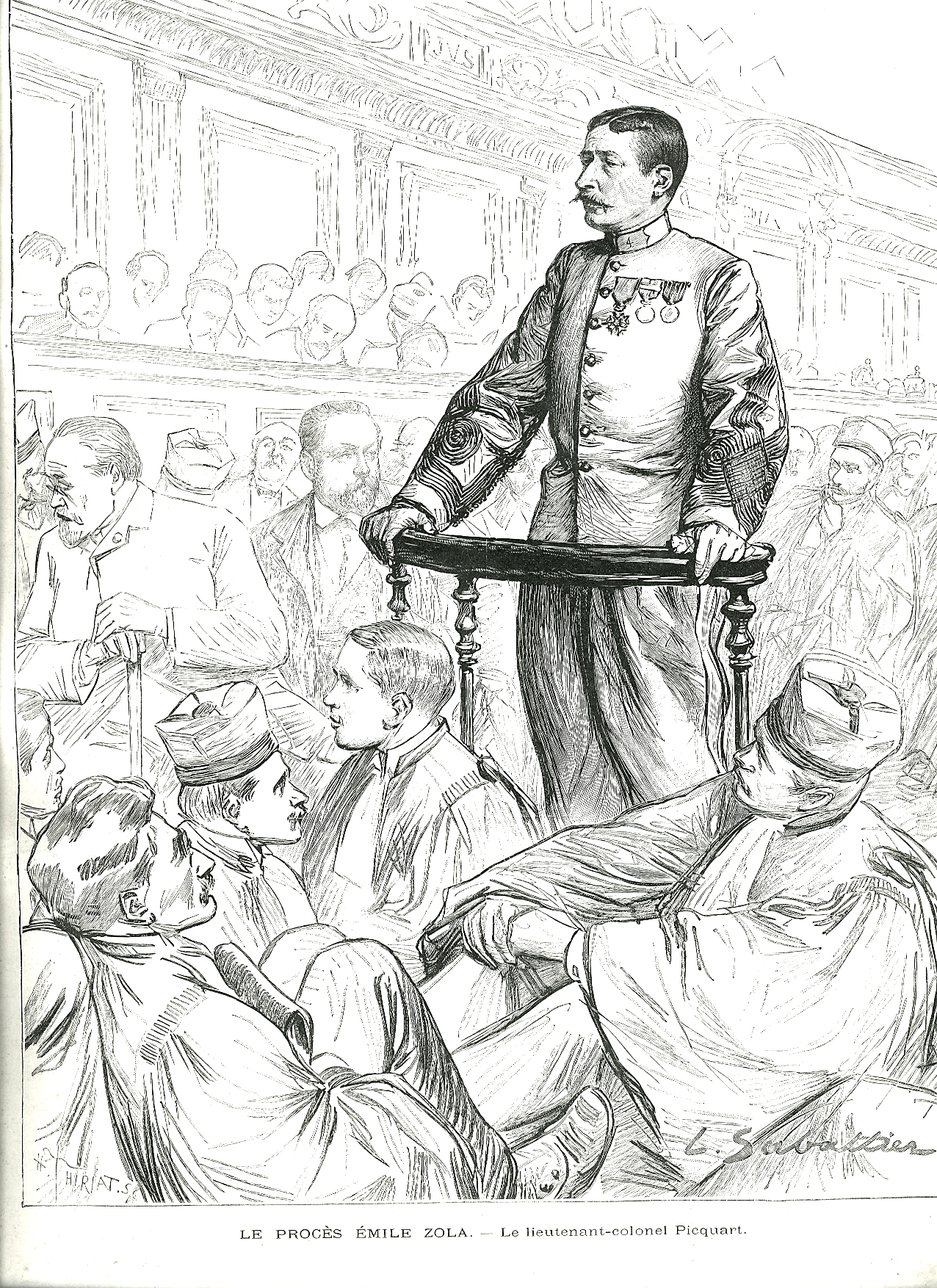
Le Lieutenant-colonel Picquart témoignant au procès Zola devant les Assises de la Seine, L'illustration, 1898

## L'exil à Londres

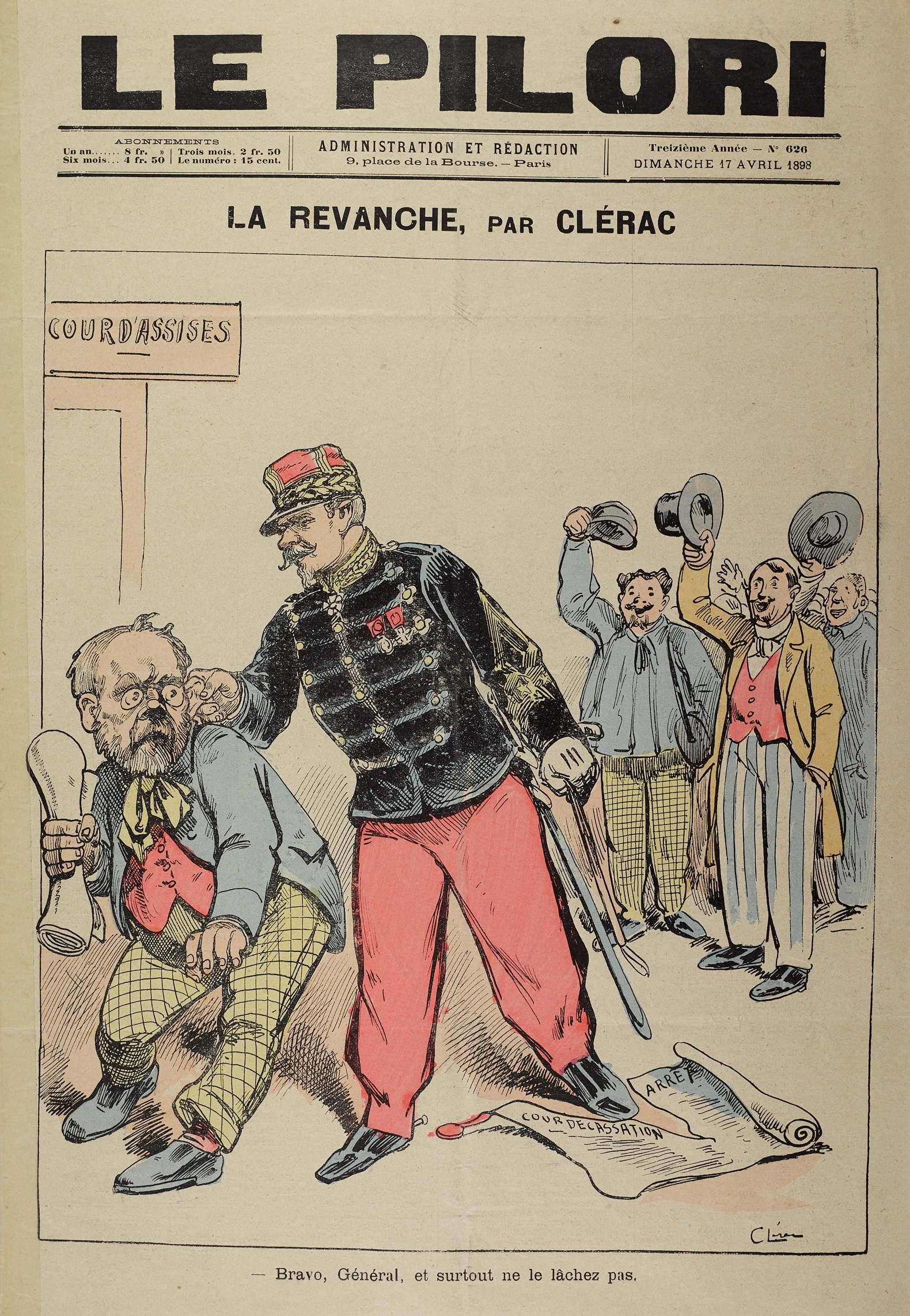
Première page du Pilori du 17 avril 1898 avec une caricature anti-dreyfusarde.

Émile Zola a cruellement ressenti l'obligation qui lui était faite de quitter la France afin d'échapper à l'emprisonnement.
Il a écrit à ce sujet : « ce fut le plus cruel sacrifice qu'on eût exigé de moi ».
Zola s'était pourtant fait à l'idée de la prison,.
Il y voyait une forme de déterminisme social, une sorte d'expérience qui serait nécessaire à l'édification de ses connaissances romanesques.
Mais ses amis, son avocat Fernand Labori, son éditeur Charpentier, les frères Clemenceau et Desmoulins en ont voulu autrement.
L'idée est de faire partir Zola immédiatement au soir du verdict, avant que celui-ci ne lui soit officiellement signifié et ne devienne exécutoire.
Le jugement ne lui sera, en fait, jamais signifié, et les poursuites s'éteindront avec la loi d'amnistie de 1900.
À l'image d'Hugo, Voltaire ou Vallès, cet exil déclenche un important mouvement d'opinion qui tend à ridiculiser le gouvernement.
C'est donc le 18 juillet 1898, que seul, Zola prend le train de 21h00 pour Calais, sans aucun bagage.
Le départ avait été totalement improvisé et décidé le jour même.
Il traverse la Manche en pleine nuit et arrive à Londres au matin du 19 juillet, où il descend à l'hôtel Grosvernor sous le nom de M. Pascal.
Alexandrine et Jeanne sont restées en France.
Zola vit reclus, dans le secret, dans une solitude entrecoupée des visites de ses amis, dont Desmoulins, Clemenceau, Ernest Vizetelly, son traducteur et éditeur anglais.
Il reçoit aussi Jeanne et les enfants en août et Alexandrine en novembre.
L'écrivain laisse libre cours à ses passions comme la photographie ou la bicyclette, et travaille avec acharnement à son nouveau roman, Fécondité.
Cette fuite est interprétée comme un aveu de culpabilité par la presse antidreyfusarde. 
Zola est recherché dans toute la France et aux frontières.
On ignore où il est parti, les informations les plus contradictoires circulent dans la presse. 
Un signalement est diffusé dans le but de procéder au plus vite à l'arrestation de l'écrivain.
Mais les recherches restent vaines, le secret étant bien gardé.
Zola avait écrit dans Le Figaro : « La vérité est en marche et rien ne l'arrêtera ».
Expression prophétique.
Le suicide du lieutenant-colonel Henry, principal ouvrier des forfaitures militaires dans l'affaire Dreyfus, lui redonne l'espoir d'achever rapidement cet exil.
Espoir vain, du fait des lenteurs de la justice.
La révision du procès Dreyfus est enfin démarrée, avec l'enquête de la Chambre criminelle de la Cour de cassation en décembre 1898.
La procédure connaît de nombreux épisodes et s'étend sur tout le premier semestre 1899.
La décision de la cour doit intervenir en juin.
Zola décide de rentrer sans attendre, et quelle que soit la décision.
La décision, positive, est rendue le 3 juin, et, le lendemain, l'écrivain rentre à Paris au terme de onze mois d'exil, avec Fécondité, son dernier roman achevé le 28 mai précédent.
Dès les premiers jours de son périple, Zola tient un journal.
Ces notes, très fournies le premier mois, plus réduites après, s'achèvent le 21 octobre 1898.
Il gardera longtemps le projet de les publier par la suite sous le titre de Pages d'exil.
Mais cet ouvrage ne verra jamais le jour, du vivant de Zola, et restera à l'état de manuscrit.

## Émile Zola dans la révision et le second Conseil de guerre
Zola, resté en Angleterre, n'est pas intervenu dans le processus de révision ; en revanche, il s'est tenu au courant dans le détail.
Très  pessimiste, il ne croit ni à la possibilité d'une révision, ni à l'indépendance des magistrats de la Cour de cassation, dont la chambre criminelle vient d'être dessaisie au profit des chambres réunies.
Il en fait part à de nombreuses reprises dans ses échanges épistolaires.
Mais le décès subit du président de la République, Félix Faure, le 16 février 1899, ouvre la voie à la révision.  
Le jugement de 1894 est ainsi finalement cassé, le capitaine Dreyfus étant renvoyé devant un nouveau Conseil de guerre à Rennes.
La première action de Zola est d'écrire à Alfred Dreyfus, un peu après le retour de celui-ci en France métropolitaine, le 30 juin 1899.
Une lettre de quatre pages dans laquelle il s'explique sur son léger retard : « Capitaine, si je n'ai pas été l'un des premiers, dès votre retour en France, à vous écrire toute ma sympathie, toute mon affection, c'est que j'ai craint que ma lettre ne reste pour vous incompréhensible. Et j'ai voulu attendre que votre admirable frère vous ait vu et vous ait dit notre long combat... ».
Entretemps, l'écrivain a pris sa décision. 
Afin de ne pas hypothéquer les chances de succès au Conseil de guerre de Rennes, Zola n'interviendra pas publiquement.
Ni dans la presse, ni au procès.
Il a décidé de rester dans sa maison de Médan, où il ronge son frein.
Le procès s'ouvre le 7 août 1899 dans la salle des fêtes du lycée de Rennes, transformée en tribunal.
Le romancier est tenu au courant des débats quotidiennement, parfois par des dépêches qui lui parviennent plusieurs fois par jour.
Il intervient discrètement à distance, afin que l'attaché militaire italien, Pannizardi, puisse venir témoigner à l'audience, ou au moins produire des pièces qui innocenteraient Dreyfus.
Mais c'est un échec, l'espion refusant d'intervenir.
Fernand Labori, l'un des avocats de Dreyfus, est l'objet d'une tentative d'assassinat à Rennes, qui l'écarte des débats pendant près d'une semaine.
Zola lui apporte plusieurs témoignages d'affection, Labori ayant été son défenseur aux assises.
Un verdict de culpabilité, avec circonstances atténuantes, est rendu le 9 septembre.
Nouvelle iniquité.
Dans L'Aurore du 12 septembre, Zola explose : « Je suis dans l'épouvante, [...] la terreur sacrée de l'homme qui voit l'impossible se réaliser, les fleuves remonter vers leurs sources, la terre culbuter sous le soleil.
Et ce que je crie, c'est la détresse de notre généreuse et noble France, c'est l'effroi de l'abîme où elle roule. »
Le gouvernement décide finalement de gracier Dreyfus, du fait de son état de santé.
Le dernier combat de Zola en faveur d'Alfred Dreyfus sera de contester la loi d'amnistie prévue par la Chambre des députés afin d'absoudre l'ensemble des acteurs de l'Affaire.
Destinée à pacifier les esprits, dans le contexte de l'exposition universelle de 1900, cette loi permet au général Mercier, « le criminel en chef » et ses complices d'échapper à la justice.
Zola, au travers d'articles violents, dans l'Aurore, prend position contre cette loi, et déroge même à ses principes en prononçant un discours au Sénat.
La loi est votée le 27 décembre 1900, au grand soulagement des militaires et au grand dépit des dreyfusards, qui par amalgame sont associés aux vrais coupables.

## Conséquences de l’engagement

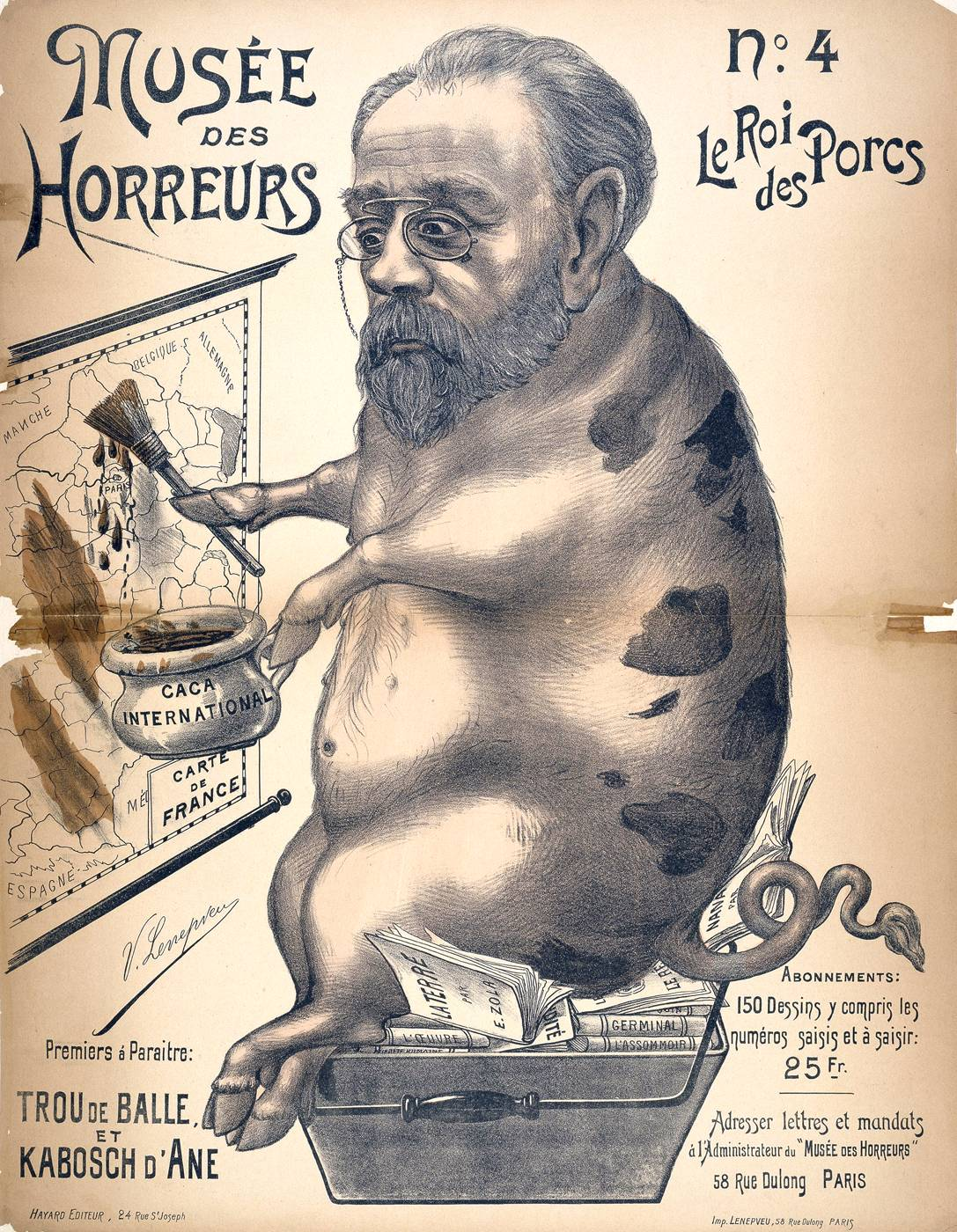
Le roi des porcs, caricature antidreyfusarde et ordurière représentant Émile Zola dans le Musée des horreurs

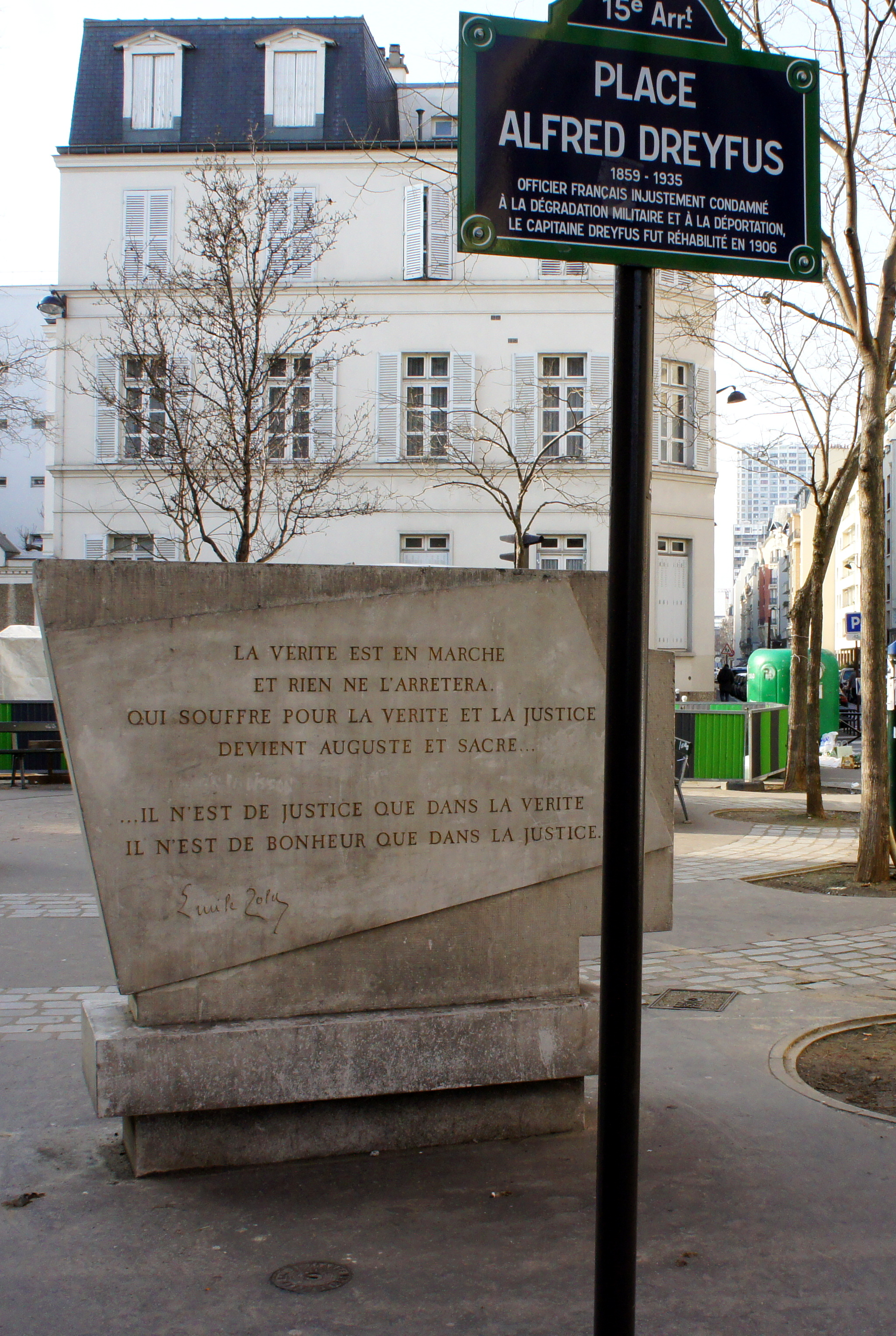
Monument rendant hommage à l'engagement de Zola, sur la place Alfred-Dreyfus à Paris

Les conséquences de l'engagement de Zola ont été à la fois positives et négatives pour l'écrivain.
Il apparaît évident que J'Accuse...! a totalement relancé l'Affaire, et lui a donné une dimension sociale et politique qu'elle n'avait pas jusqu'alors.
Tout semblait perdu après l'acquittement du véritable traître, et l'article de Zola révèle alors à toute la France et au monde, l'ampleur de la mascarade politico-judiciaire en provoquant l'adhésion d'une grande partie des intellectuels.
La ligue des droits de l'homme est créée juste après la première condamnation d'Émile Zola, et traduit une prise de conscience d'une forme générale d'intolérance au sein même de la République.
Zola sort donc de ses démêlés judiciaires avec une stature du justicier pour toute une frange de la population, défenseur de valeurs de tolérance, de justice et de vérité.
En témoignent les innombrables hommages qui lui sont rendus dès février 1898.
On notera le Livre d'Hommage des Lettres françaises à Émile Zola, gros ouvrage de 500 pages réalisé à l'initiative d'Octave Mirbeau.
Une centaine de contributions individuelles le composent, écrites par pratiquement tout ce qui compte en littérature française et belge.
Il fait le point sur le combat intellectuel et son important retentissement à l'étranger.
Mais cet engagement coûte très cher au romancier.
Sur le plan financier, tout d'abord, puisqu'en fuite, donc dans l'impossibilité de payer ses condamnations, la justice fait saisir ses biens et les revend aux enchères.
C'est l'un de ses éditeurs, Fasquelle, qui se porte acquéreur de ses meubles et lui sauve la mise à plusieurs reprises.
Sur le plan moral, Zola souffre aussi.
Alors que le dreyfusisme s'exposait sous un jour immatériel pour les nationalistes anti-dreyfusards, ceux-ci trouvent en Zola leur tête de turc.
Il concentre dès lors toutes les attaques et incarne à lui seul le traître à la patrie et à l'armée.
C'est ainsi que dès 1898, l'écrivain est l'objet d'un torrent d'articles satiriques, de caricatures, de chansons et de livrets le traînant dans la boue, l'insultant, le diffamant.
Dans certains journaux, il est même l'objet d'attaques quotidiennes.
L'attaque la plus cruelle est lancée par Ernest Judet, rédacteur en chef du Petit Journal au moment du premier procès de l'écrivain.
Elle se traduit par une véritable campagne de presse composée d'articles en série, qui remettent en cause l'honnêteté de François Zola, au moment où celui-ci s'était engagé à la Légion étrangère vers 1830.
Le père de Zola est ouvertement accusé de détournement de fonds et d'avoir été chassé de l'armée.
L'idée est d'atteindre Zola au travers d'une attaque ad hominem, en prenant l'auteur des Rougon-Macquart au piège de ses principes d'hérédité, et en insinuant un « Tel père, tel fils » de principe et en expliquant sa soi-disant aversion de l'armée de cette manière.
Zola se lance alors dans une enquête fouillée sur son père, dont il ne connaissait pas toute la vie, et démonte point à point les arguments du journaliste nationaliste de manière factuelle.
Il prouve en outre que les documents, sur lesquels Judet s'appuie, sont des faux grossiers.
Il s'ensuit un procès, lors duquel Zola est acquitté, ayant réussi à établir les mensonges du journaliste.
Jamais Zola n'a regretté son engagement, quel qu'en ait été le prix.
Il a écrit dans ses notes : « Ma lettre ouverte [J'Accuse...!] est sortie comme un cri. Tout a été calculé par moi je m'étais fait donner le texte de la loi, je savais ce que je risquais. »